# Peryferia (globalizacja)

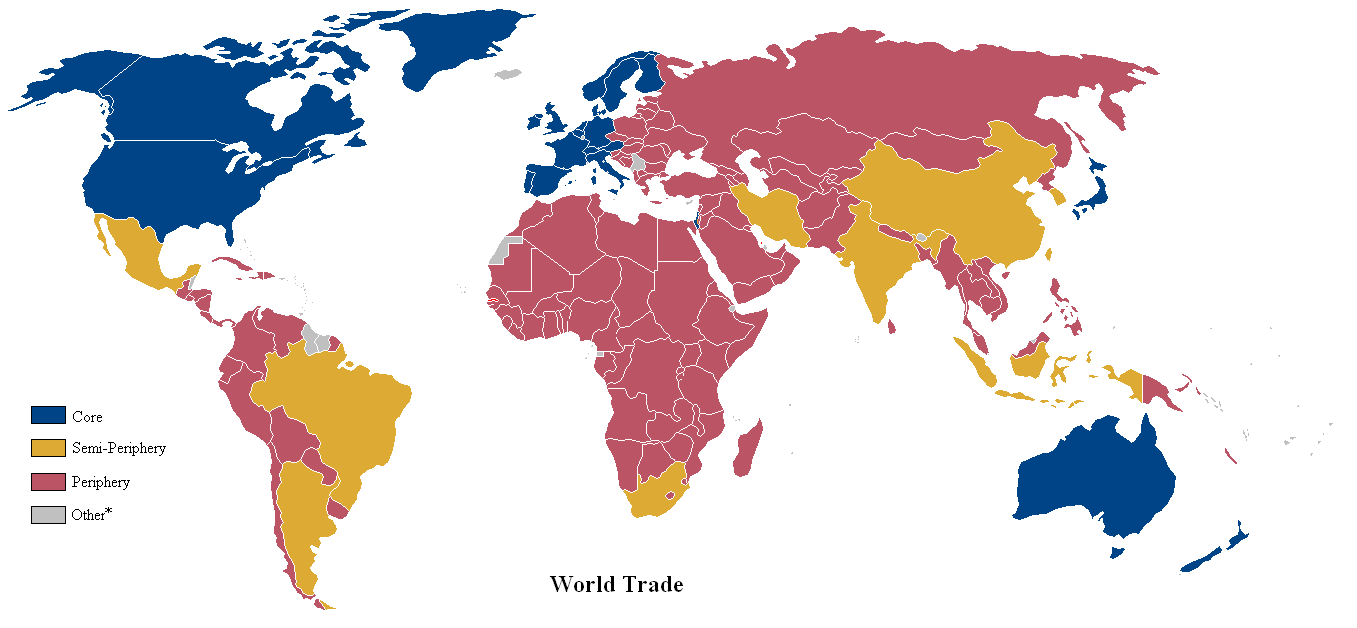
Państwa świata w 2000 r. podzielone na trzy grupy: państwa rdzenia (core) - (niebieski), półperyferyjne (fiolet) i peryferyjne (czerwień)

Peryferia – państwa słabo rozwinięte, uzależnione pod względem technologicznym od państw centrum, określane także jako Trzeci Świat.

## Cechy krajów peryferyjnych
- Wytwarzanie prostych produktów, niewymagających zaawansowanych technologii, dominacja przemysłu wydobywczego nad innymi gałęziami przemysłu.
- Syndrom długiego trwania.
- Niska stabilność polityczna, przewaga autorytaryzmu nad demokracją.
- Często występująca praca niewolnicza.
- Rezerwuar taniej siły roboczej dla krajów centrum.